# Пётр Ослядюкович
Пётр Ослядюкович (ум. 8 февраля 1238 год) — воевода, руководивший неудачной обороной Владимира от монголов во время монгольского нашествия на Русь.
Основные силы Владимиро-Суздальского княжества, разбитые монголами под Коломной в первых числах января 1238 года, отступили из Владимира на север через Ярославль вместе с великим князем Юрием Всеволодовичем, а во Владимире был оставлен гарнизон под руководством Петра Ослядюковича. Перед штурмом монголы убили пленённого до этого в Москве младшего сына Юрия Владимира на глазах у владимирцев, в том числе его старших братьев Всеволода и Мстислава, и те захотели вывести гарнизон на битву с монголами за стены города. Однако, Пётр Ослядюкович отменил этот план, вот как описывает это «первый русский историк» Татищев В. Н.:

Князи, поскольку были люди молодые, хотели, выехав за город, с татарами биться, но воевода Пётр рассудил им, что «видя татар великое множество, невозможно нам малым числом их конечно победить. И хотя бы весьма посчастливилось их несколько тысяч побить, но, своих сто потеряв, более сожалеть, нежели радоваться, будем, ибо в таком многочисленном их войске тысяча побитых не видна будет. Если же из-за их силы и хитрости нам не удастся, то мы всем нанесём великую печаль и страх. Но довольно нам, когда можем из-за стен обороняться и град от нападения сохранять»

7 февраля, в субботу, к Владимиру вернулся монгольский отряд, взявший Суздаль. Ночью город был обнесён тыном и установлены осадные орудия, а 8 февраля, в воскресенье, город был взят. Погибла вся семья Юрия и воевода Пётр.